# Nicolai Hansen
Nicolai Hanson (24 de Agosto de 1870 – 14 de Outubro de 1899) foi um zoólogo norueguês e explorador da Antárctida. Hanson  licenciou-se em Zoologia na Universidade de Christiana, e foi um dos membros da Expedição Southern Cross (1898–1900) liderada por Carsten Borchgrevink à Antárctida. Durante a expedição adoeceu vindo a morrer de problemas intestinais; foi a primeira pessoa a morrer e a ser enterrada naquela região, encontrando-se sepultado em cabo Adare.